# Пандури у акцији
Пандури у акцији (енгл. Hot Fuzz) је британска акциона комедија из 2007. године режисера Едгара Рајта, са Сајмоном Пегом, Ником Фростом, Џимом Бродбентом и Тимотијем Далтоном у главним улогама. Радња филма прати двојицу полицајаца који истражују серију мистериозних смртних случајева у једном селу по имену Сандфорд. Ово је други филм у тзв. Корнето трилогији, након филма Шон живих мртваца, снимљеног 3 године раније. 
Снимање је започето 9. марта 2006. године у Самерсету - родном граду Едгара Рајта, и трајало је укупно 11 недеља. Визуелне ефекте развило је укупно 10 уметника како би проширили или додали сцене експлозија, крварења и пуцњаве. Док је преко 100 акционих филмова послужило као инспирација Едгару Рајту да би развио сценарио за филм. Премијерно је објављен у британским биоскопима 14. фебруара 2007. године, док је у америчке биоскопе реализован 20. априла. 
Филм представља велики комерцијални успех, јер је са буџетом чија се вредност процењује на између 12 и 16 милиона $, успео да прикупи преко 80 милиона $. Такође, и у погледу критика био је јако успешан, добио је врло позитивне критике од публике и критичара, уз много похвала за режију, глумачке перформансе и хумор.  Критичари са сајта Ротен томејтоуз су му доделили високих 91%, док је од стране публике добио 89%. 2016. године, часопис Емпајер га је поставио на 50. место своје листе 100 најбољих британских филмова.

## Радња
Николас Ејнџел је најбољи полицајац у Лондону, са просеком хапшења од 400% више него било који други полицајац. Заправо, толико је добар да сви остали покрај њега делују лоше. Управо због тога, његови надређени га унапређују у наредника и премештају у место где његов таленат и изузетни резултати неће срамотити остале - у мирно сеоце по имену Сандфорд, у ком криминал на први поглед практично и не постоји. Тамо за партнера добија добронамерног али и сувише причљивог полицајца, Денија Батермана. Дени је син пријатног инспектора полиције Сандфорда, Френка Батермана, љубитељ је акционих филмова и верује да је његов нови партнер из великог града прави „жесток момак” и прилика да искуси живот пун ватрених обрачуна и јурњава аутомобилима за којима толико чезне. 
Ејнџел се труди да га разувери у ову дечју фантазију, а Денијев детињасти ентузијазам почиње само да доприноси Ејнџеловој све већој фрустрацији. Али када село потресе низ језивих несрећа, Ејнџел постаје убеђен да Сандфорд није оно што би се на изглед рекло. Како ситуација постаје све замршенија, Денијеви снови о експлозијама, јурњавама аутомобилима, ватреним обрачунима и осталим акцијама све више почињу да одговарају стварности. Штавише, рекло би се да је дошло право време да сеоски полицајци узму ствари у своје руке и да почну да примењују правду из великог града...

## Улоге
| Глумац         | Улога                                     |
| -------------- | ----------------------------------------- |
| Сајмон Пег     | наредник Николас Ејнџел                   |
| Ник Фрост      | Дени Батерман                             |
| Џим Бродбент   | инспектор Френк Батерман                  |
| Тимоти Далтон  | Сајмон Скинер                             |
| Педи Консидин  | детектив наредник Енди Вејнрајт           |
| Бил Нај        | главни инспектор лондонске полиције Кенет |
| Били Вајтло    | Џојс Купер                                |
| Едвард Вудвард | Том Вивер                                 |
| Бил Бејли      | наредник Тарнер                           |
| Адам Бакстон   | новинар Тим Месинџер                      |
| Дејвид Бредли  | фармер Артур Вебли                        |
| Оливија Колман | полицајка Дорис Тачер                     |
| Рон Кук        | Џорџ Мерчант                              |
| Кенет Кренам   | фармер Џејмс Рипер                        |
| Питер Вајт     | Рој Портер                                |
| Џулија Дикин   | Мери Портер                               |
| Кевин Елдон    | наредник Тони Фишер                       |
| Мартин Фриман  | наредник лондонске полиције               |
| Пол Фриман     | свештеник Филип Шутер                     |
| Карл Џонсон    | Боб Вокер                                 |
| Луси Панч      | Ив Дрејпер                                |
| Ен Рид         | Лесли Тилер                               |
| Рејф Спол      | детектив полицајац Енди Картрајт          |
| Дејвид Трелфол | Мартин Блоуер                             |
| Стјуарт Вилсон | др Робин Хачер                            |
| Рори Макан     | Мајкл Армстронг Лурч                      |
| Кејт Бланчет   | Џенин                                     |